# Gesetz über die Angelegenheiten der freiwilligen Gerichtsbarkeit
Das Gesetz über die Angelegenheiten der freiwilligen Gerichtsbarkeit (FGG) war von 1900 bis 2009 das grundlegende Verfahrensgesetz der freiwilligen Gerichtsbarkeit in Deutschland. Zum 1. September 2009 wurde es durch das Gesetz über das Verfahren in Familiensachen und in den Angelegenheiten der freiwilligen Gerichtsbarkeit (FamFG) ersetzt.
Das FGG enthielt in seinem ersten Abschnitt (§§ 1–34 FGG) allgemeine Vorschriften über das Verfahren und über Rechtsmittel gegen gerichtliche Entscheidungen. In den weiteren Abschnitten fanden sich besondere Vorschriften für einzelne Angelegenheiten der freiwilligen Gerichtsbarkeit, z. B. das Betreuungsverfahren und das Unterbringungsverfahren.
Das FGG stellte keine umfassende Regelung der freiwilligen Gerichtsbarkeit dar. Weitere Vorschriften, die hierfür von Bedeutung waren, fanden sich im Bürgerlichen Gesetzbuch (BGB), im Handelsgesetzbuch (HGB), in der Zivilprozessordnung (ZPO), im Gerichtsverfassungsgesetz (GVG), im Rechtspflegergesetz (RPflG), im Beurkundungsgesetz (BeurkG) und in weiteren Gesetzen. Die Kosten in Angelegenheiten der freiwilligen Gerichtsbarkeit regelte die Kostenordnung (KostO).

## Ersetzung durch das FamFG
Das FGG wurde am 1. September 2009 durch das Gesetz über das Verfahren in Familiensachen und in den Angelegenheiten der freiwilligen Gerichtsbarkeit (FamFG) ersetzt, wobei die Rechtsmittel für Betroffene und Angehörige stark eingeschränkt werden. Der Bundesrat hat in einer Stellungnahme verfassungsrechtliche Bedenken geäußert, da der Gesetzentwurf durch eine veränderte Aufgabenzuweisung für kommunale Betreuungsbehörden und Jugendämter in die Zuständigkeit der Länder eingreife, wofür aber seit der Föderalismusreform keine Kompetenz mehr bestehe. Ferner kritisiert der Bundesrat die finanziellen Folgen des neu geplanten Rechtsinstitutes der Verfahrenskostenhilfe, dessen Kosten von den Bundesländern zu tragen wären. 
Im familienrechtlichen Teil des Gesetzentwurfes wird der Katalog der „Familiensachen“ erheblich erweitert und damit die Zuständigkeit der Familiengerichte zu Lasten der Zivil- und Vormundschaftsgerichte erheblich gestärkt (Stichwort „großes Familiengericht“). Auch Elemente des sog. Cochemer Modells haben in den Entwurf Eingang gefunden.
Trotz der noch nicht abgeschlossenen verfassungsrechtlichen Prüfung wurde der Regierungsentwurf an den Bundestag überwiesen. Am 11. und 13. Februar 2008 fand die öffentliche Anhörung vor dem Rechtsausschuss des Deutschen Bundestages statt. Am 27. Juni 2008 ist der aufgrund der Empfehlungen des Rechtsausschusses und auf Antrag mehrerer Fraktionen geänderte Entwurf in zweiter und dritter Beratung angenommen und am 22. Dezember 2008 im Bundesgesetzblatt Teil I Nr. 61, Seiten 2586 ff. veröffentlicht worden. Die Reform ist zum 1. September 2009 in Kraft getreten.